# Idioma suri
El suri (también churi, churi, dhuri, dhuro o surma) es una lengua nilo-sahariana del grupo súrmico, hablada en la región de Bench Maji en Etiopía y en la región adyacente de Sudán del Sur por los surma o suri. La lengua tiene una similairdad léxica del 80% con el mursi.